# Varennes-sur-Morge
Varennes-sur-Morge è un comune francese di 401 abitanti situato nel dipartimento del Puy-de-Dôme nella regione dell'Alvernia-Rodano-Alpi.

## Società

### Evoluzione demografica
Abitanti censiti